# Parallel Entrepreneur
Ein Parallel Entrepreneur (Parallelunternehmer, auch Parallelgründer) gehört zu der Gruppe der Habitual Entrepreneurs (Mehrfachgründer). Im Gegensatz zur zweiten Untergruppe der Habitual Entrepreneurs, dem Serial Entrepreneur ist der Parallel Entrepreneur an mehreren Gründungsprojekten gleichzeitig beteiligt.
Diese Art der Unternehmer ist vor allem bei technologieorientierten Neugründungen zu finden. Dabei ist der Übergang der Rolle als Entrepreneur zu den Rollen als Business Angel oder Founding Angel oft nicht klar definiert. Das gilt nicht nur für Parallel Entrepreneurs, sondern auch für Serial Entrepreneurs. Das ist damit zu erklären, dass erfahrene Mehrfachgründer oft einen erfolgreichen Unternehmensverkauf hinter sich haben und Teile des Erlöses in neue Startup-Projekte stecken. Eine Herausforderung dabei ist eine gute Balance bei der Anteilsverteilung mit Mitgründern, die deutlich weniger Finanzmittel aufbringen können.